# Big room house
Big room house, o semplicemente big room, è un sottogenere dell'electro house che ha guadagnato popolarità all'inizio degli anni 2010 quando artisti come KSHMR, Dimitri Vegas & Like Mike, Hardwell, Blasterjaxx, Martin Garrix, W&W, R3hab e Bassjackers hanno iniziato a infonderla nel loro stile musicale.

## Caratteristiche
Il genere è generalmente impostato su un tempo compreso tra 126 e 132 bpm. Le canzoni tipicamente includono lunghi buildup seguiti da un drop in stile elettro accompagnato dal pattern ritmico four-on-the-floor che è tipico della musica house. Le melodie sono spesso semplici e minimali, anche se viene spesso utilizzato un supersaw di ispirazione techno.

## Storia
All'inizio degli anni 2010, la big room house ha iniziato a svilupparsi e ha guadagnato popolarità in occasione di eventi di musica dance elettronica come il Tomorrowland. Nonostante sia considerata un sottogenere dell'electro house, la big room house si è evoluta in un genere a sé stante nel corso degli anni.
Il singolo più venduto di Martin Garrix, Animals, è uno dei brani big room più celebri, insieme a Spaceman, brano di Hardwell del 2012.
Nel 2016, Beatport ha aggiunto il genere big room e erroneamente riclassificato l'electro house come sottogenere della big room, inserendo produttori importanti come Deadmau5 e Wolfgang Gartner nella categoria. Questo problema è stato risolto poco dopo.

## Struttura
La struttura delle canzoni big room house è simile a quella dei brani progressive house di fine anni 00. Ci sono due build-up, due drop (ritornelli) e uno o due breakdown, uno dei quali può includere o meno la fase di intro / outro. A differenza del genere progressive house, il genere big room è adattato alla riproduzione in radio. Alcuni brani Big room sono remix di canzoni pop, in questi casi di solito i brani Big room riportano l'intero testo della canzone originale, con l'aggiunta di un build-up e un drop che può essere basato sulla melodia della canzone originale.
La tipica caratteristica della big room è il suo minimalismo. Una semplice traccia di basso crea l'atmosfera per l'intero brano musicale. Questa linea di basso è riverberata in modo che l'eco venga tagliato e rilasciato spontaneamente solo su 1/4 della scheda, di solito l'ultima. I ritmi di batteria sono ridotti al minimo, a volte con solo una cassa o un tom e un paio di charleston.

## Origini e popolarità
Il genere big room è apparso per la prima volta nel 2011, con il brano Epic di Quintino e Sandro Silva, apparentemente il primo ad appartenergli. La musica techno, un genere simile al riverbero incentrato sull'accumulo, è stata centrale nella formazione del genere, con alcuni commentatori EDM che hanno persino soprannominato la big room "Trance 2.0". Anche il ruolo crescente del genere progressive house americano (come Deadmau5 e Kaskade) e l'introduzione di suoni elettronici nella musica pop mainstream hanno influenzato in modo significativo la scena. Gruppi svedesi come Swedish House Mafia e Dada Life sono stati tra i primi a sperimentare la big room all'inizio degli anni 10, mentre diventava sempre più popolare nei festival di musica dance internazionali come Tomorrowland, Ultra Music Festival ed Electric Daisy Carnival.
Anche artisti di musica pop hanno cominciato ad inserire elementi big room nei loro brani. Esempi di tali brani includono This Is Love di will.i.am con Eva Simons e Work Bitch di Britney Spears.
Nel 2013, la Big room house ha guadagnato importanza internazionale. Alcuni brani come Animals di Martin Garrix e Toulouse di Nicky Romero stettero in cima classifiche radiofoniche per oltre un paio di mesi, estendendosi ben oltre la scena EDM.

## Critiche
Il genere è stato criticato da diversi musicisti, che lo hanno descritto come "suono EDM stereotipato privo di originalità e creatività" e hanno affermato che il genere è omogeneo e privo di originalità, diversità e valore artistico. Mixmag ha descritto il genere come composto da "breakdown titanici e un'estetica di produzione senza peculiarità e monotona". Wolfgang Gartner ha descritto il genere come uno "scherzo" e lo ha disprezzato come "musica dance a buon mercato digeribile". Ha anche chiamato il genere "l'apocalisse del genere EDM", dicendo che "la vera musica house dovrebbe avere un po' di anima e autenticità, non solamente un'accozzaglia di ritmi di grancassa, breakdown in stile techno e drop rumorosi.
A metà del 2013, il duo svedese Daleri ha pubblicato un mix su SoundCloud dal titolo Epic Mashleg, costituito esclusivamente da brani di 15 canzoni big room nelle classifiche di Beatport dell'epoca (inclusi artisti come Dimitri Vegas & Like Mike, Hardwell e W&W) suonati in successione. L'intento del mashup era quello di fungere da commento al movimento big room e alla mancanza di differenziazione tra le tracce; il membro Eric ha commentato che "la cosa spaventosa è che ogni giorno vengono pubblicati brani esattamente così, tutti uguali". Il duo ha difeso il proprio uso delle caratteristiche della sala grande nella propria musica enfatizzando le proprie influenze complextro.
Vi è stata una faida sui social media tra Deadmau5 e Afrojack per quanto riguarda l'originalità nella musica dance. Afrojack ha creato una parodia di stile della musica di Deadmau5 intitolata Drop da Bomb. In risposta, Deadmau5 ha pubblicato una canzone su SoundCloud, DROP DA BOMB, satirizzando lo stile della musica house "commerciale" e della big room.
Russell Smith di The Globe and Mail osserva un "focoso attrito" tra i fan della musica elettronica underground tradizionale e i fan più recenti, tipicamente più giovani, che sono sorti come risultato del movimento della musica EDM nel mainstream.